# Связь в КНДР
Связь в КНДР (кор. 조선민주주의인민공화국의 통신) — все службы связи, работающие на территории КНДР. Из-за проведения изоляционистской политики в КНДР, право пользования Интернетом имеет лишь строго определённый правительством круг лиц.

## Телефонная связь
Большинство телефонных аппаратов установлено в государственных службах, коллективных хозяйствах, на предприятиях, принадлежащих государству, а в индивидуальном пользовании — всего 10 %. К 1970 году только в Пхеньяне, Синыйджу, Хамхыне и Хесане имелись службы автоматического переключения. Первые общественные телефонные будки появились около 1990 года в Пхеньяне. В середине 1990-х годов автоматизированная система обмена базировалась на системе E-10A — производства совместного предприятия компании Alcatel в КНР, которая была установлена в Пхеньяне. В 1997 году в Пхеньяне и других 70 населённых пунктах ручная система переключения была заменена автоматизированной. В 2000 году пресса КНДР заявила о том, что порт Нампхо и провинция Пхёнан-Пукто были соединены с центром посредством волоконно-оптического кабеля.

### Международная связь
Международная связь в КНДР представляет собой сеть, которая соединяет Пхеньян с Пекином и Москвой, а Чхонджин с Владивостоком. Связь с Южной Кореей была установлена в 2000 году. В мае 2006 года министерство связи КНДР заключило соглашение с компанией ТрансТелеКом о строительстве и совместном использовании волоконно-оптической линии передачи в районе КПП железной дороги Хасан-Туманган. Это первая наземная линия связи между Россией и КНДР. Партнёром TTC в проектировании, строительстве и соединении линии связи с корейской стороны была Корейская компания связи министерства связи КНДР. Эта волоконно-оптическая связь использует технологию SDH уровня STM-1 с возможностью увеличивающейся полосой пропускания. Строительство линии связи завершилось в 2007 году.
С момента присоединения к Интерспутнику в 1984 году, КНДР использовала 22-строчное мультиплексирование с делением частоты и один-единственный 10-строчный канал через носитель для связи с Восточной Европой. А в конце 1989 года служба международных вызовов и сообщений осуществлялась из Гонконга. Научно-измерительный пункт рядом с Пхеньяном поддерживает прямую международную связь, используя Intelsat. Центр спутниковой связи был установлен в Пхеньяне в 1986 году с французской технической поддержкой. В 1990 году было достигнуто соглашение об использовании японских телекоммуникационных спутников. В 1974 году КНДР присоединилась к Всемирному почтовому союзу, но имеет прямое почтовое сообщение только с определёнными странами.

## Волоконно-оптическая связь
По договорённости с ПРООН, в апреле 1992 года был построен Пхеньянский волоконно-оптический завод, а первая в стране кабельная волоконно-оптическая сеть, состоящая из 480 ИКМ-линий и 6 автоматических обменных станций из Пхеньяна в Хамхын (300 км), была установлена в сентябре 1995 года. Более того, кампания по всенародной планировке земель и разделению их на зоны, инициированная Ким Чен Иром в провинции Канвондо в мае 1998 года и Пхёнан-Пукто в январе 2000 года, облегчила строительство волоконно-оптических кабелей, которые были проложены десятками тысяч солдат-строителей КНА и провинциальными ударными бригадами, мобилизировавшиеся для принятия участия в проведении крупномасштабных общественных работ для возрождения пахотных земель, опустошённые природными катастрофами в конце 1990-х годов.

## Мобильная связь

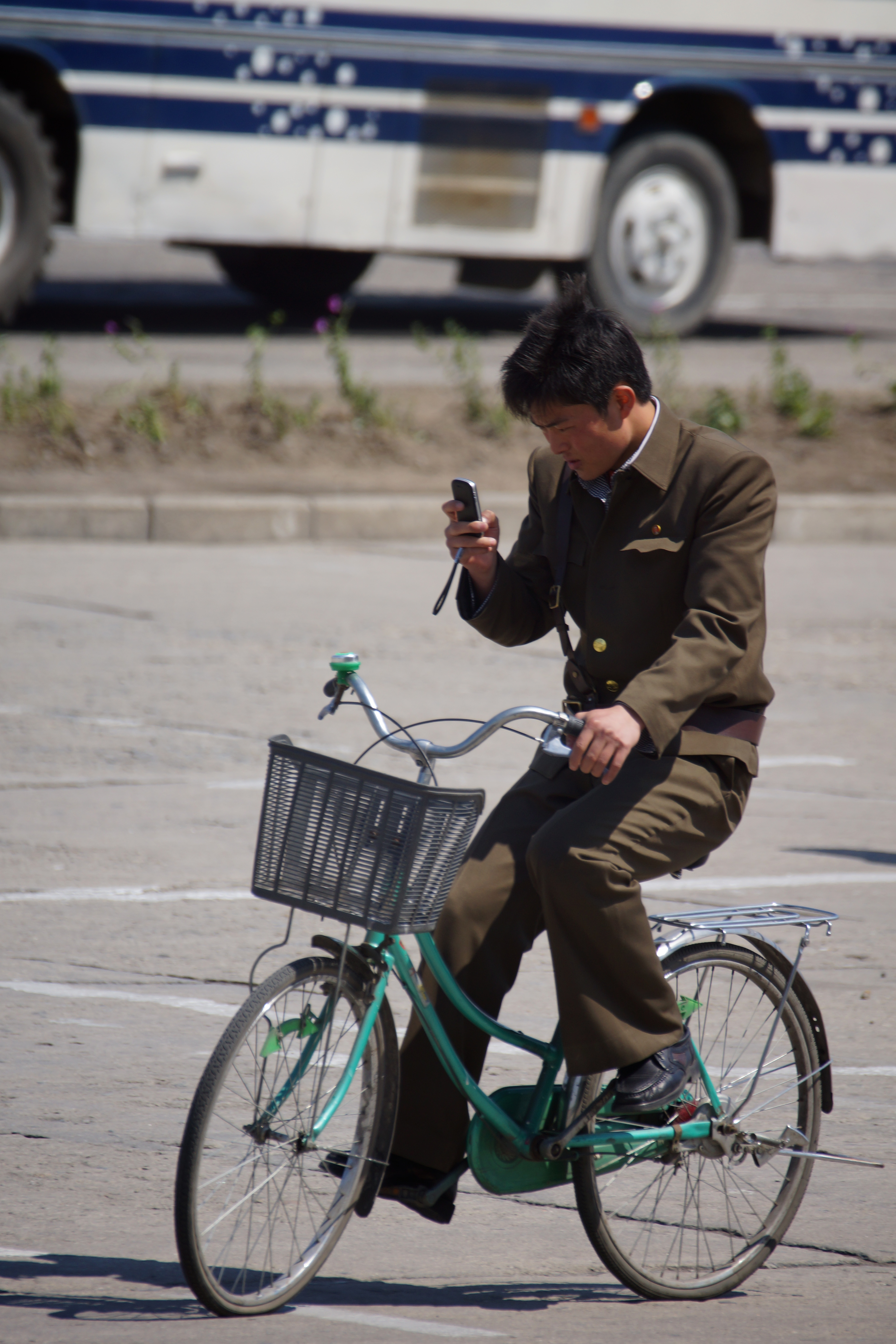
Велосипедист с мобильным телефоном на улице Хамхына.

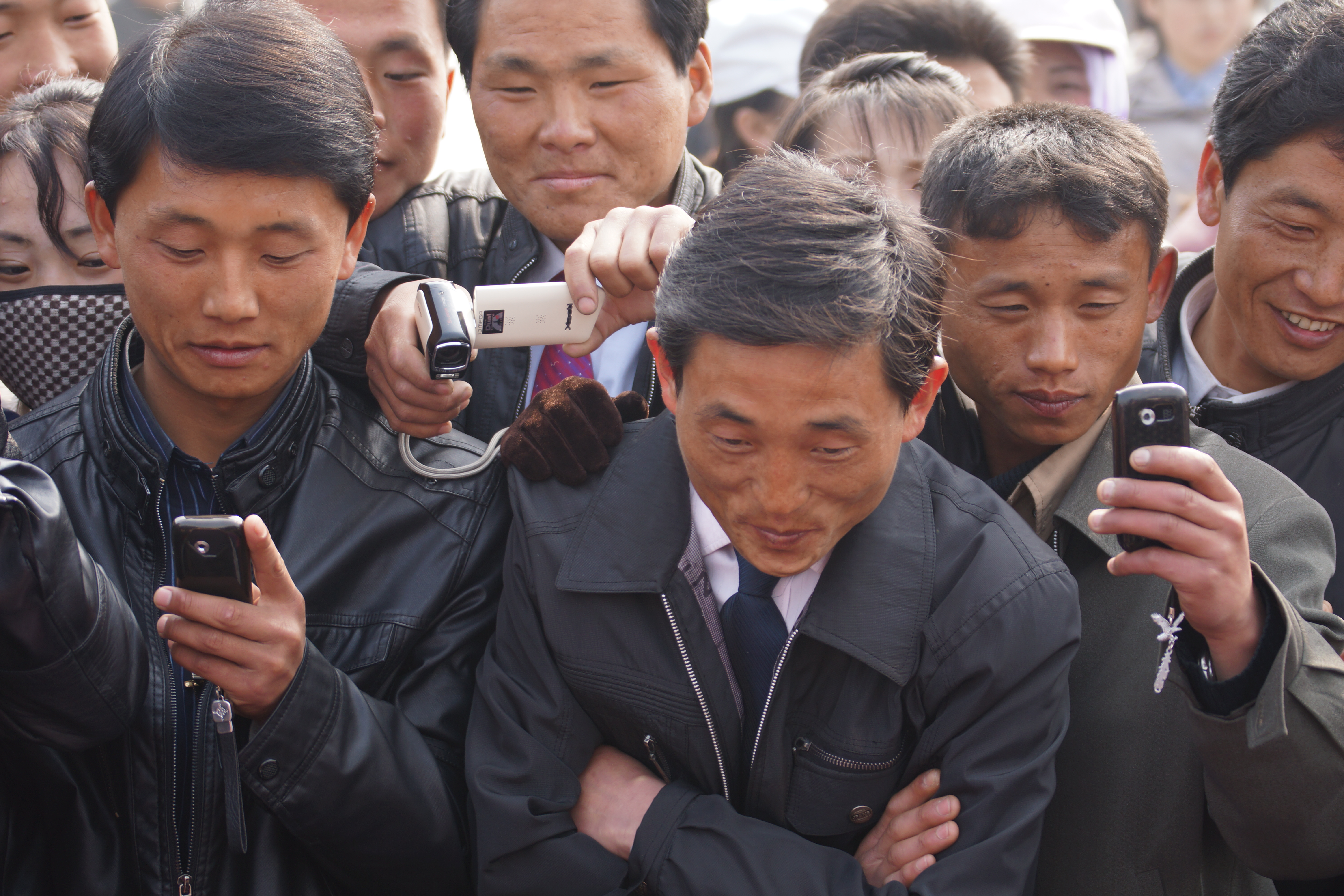
Жители КНДР с мобильными телефонами в апреле 2012 года.

Первые мобильные телефоны в КНДР появились в ноябре 2002 года, а к ноябрю 2003 года количество их владельцев составило 20 000 человек. Однако 24 мая 2004 года мобильные телефоны в КНДР попали под запрет.
В декабре 2008 года в Пхеньяне был запущен мобильный сервис, принадлежащий египетской компании Orascom Telecom Holding, которая планирует и дальше расширять покрытие мобильной связи на другие регионы страны. Официальное название мобильного сервиса 3G в КНДР — Koryolink, которое является совместным предприятием Orascom Telecom Holding и госкорпорации Почта и Телекоммуникации Кореи (KPTC). Там был большой спрос на услуги мобильного сервиса с момента его запуска. Компания Orascom Telecom Holding сообщила о том, что в декабре 2010 года количество пользователей мобильной связью в КНДР составило 432 000 человек, а на 2015 год, по южнокорейским данным, насчитывало уже 2,8 миллиона человек.
К маю 2011 года 60 % жителей Пхеньяна в возрасте от 20 до 50 лет имели мобильный телефон. 
15 июня 2011 года StatCounter.com подтвердил, что некоторые граждане КНДР используют iPhone компании Apple и смартфоны компании Nokia. Также, по данным официального блога North Korea Tech, в 2013—2014 годах в КНДР была разработана линейка собственных смартфонов «Ариран», сходных по техническим характеристикам с некоторыми китайскими смартфонами.
По состоянию на ноябрь 2011 года невозможно, используя мобильный телефон, позвонить на мобильные номера КНДР или из неё, а также отсутствует выход в Интернет, однако у простых граждан есть возможность мобильного доступа в Кванмён. Количество владельцев мобильных телефонов стремительно растёт (с 70 000 в 2009 году до 1 миллиона в конце 2011 года). Сеть 3G охватывает 94 % населения страны, но при этом покрывает только 14 % территории КНДР. 
С 7 января 2013 года мобильные телефоны перестали изымать у иностранцев на границе при въезде в страну (при подтверждении въезжающим оснований на необходимость его использования), а с 1 по 28 марта того же года иностранным туристам разрешено пользоваться мобильным Интернетом.

### План нумерации мобильных телефонов[18]
- +850 191 — специальная дипломатическая сеть (c 2017 - Koryolink)[19]
- +850 192 — Koryolink 3G Network, из них только номера типа +850 192 260 **** имеют выход на иностранный канал.
- +850 193 — SunNet GSM/900 Network (закрыта в 2004 году).

## Телевидение
Телевещание в КНДР подчиняется Корейской центральной вещательной системе, находящейся под полным контролем государства и использующейся как инструмент пропаганды Трудовой партии Кореи. Основным телеканалом страны является Корейское центральное телевидение, чей вещательный центр находится в Пхеньяне. КЦТВ имеет региональные ретрансляторы в таких городах, как: Чхонджин, Кэсон, Хэджу, Хамхын и Синыйджу. Также имеются три телеканала, вещающие только в Пхеньяне: «Рённамсан», «Мансудэ» и Спортивное телевидение. С августа 2016 года внедряется собственная система IPTV «Манбан», также позволяющая расширить географию вещания этих трёх телеканалов.
Импортированные японские цветные телевизоры имеют местное северокорейское название, хотя производство 48-сантиметровых (19 дюймов) чёрно-белых телевизоров в КНДР осуществляется с 1980 года.

## Радио
Приезжающим в КНДР запрещено привозить с собой радиоприёмники. Как часть правительственной политики информационной блокады, радиоприёмники и телевизоры в КНДР должны быть модифицированы, чтобы принимать сигналы только государственных станций. Эти модифицированные радиоприёмники и телевизоры должны быть зарегистрированы в специальном государственном департаменте. Они также являются предметами случайных проверок. Удаление официальной печати — преследуется по закону. Чтобы приобрести телевизор или радиоприёмник, гражданам КНДР необходимо получить специальное разрешение от властей по месту жительства или работы.
КНДР имеет две вещательные AM-сети: Пхеньянская вещательная станция (Радио Пхеньян) и Корейская центральная вещательная станция, также есть FM-сеть — Пхеньянская вещательная FM-станция. Все три сети имеют станции в крупных городах, которые предлагают слушателям местные программы. Существует также мощный коротковолновый передатчик для радиостанции «Голос Кореи», осуществляющей международное вещание на нескольких языках, в т. ч. и на русском.
Официальная правительственная станция — Корейская центральная вещательная станция (КЦВС), которая вещает на корейском языке. В 1997 году количество радиоприёмников составило — 3,36 миллионов штук.

## Национальная внутренняя сеть Кванмён
Кванмён доступна в пределах крупных городов КНДР, районов, а также в университетах и крупных промышленных и коммерческих организациях. У Кванмён имеется круглосуточный неограниченный доступ по телефонной линии Dial-Up.

## Интернет
Доступ к международному Интернету осуществляется через волоконно-оптический кабель, соединяющий Пхеньян с Даньдунем в Китае через Синыйджу. Первое интернет-кафе в КНДР было открыто в 2002 году на границе с КНР как совместное предприятие с южнокорейской интернет-компанией Hoonnet. Интернет-соединение этих интернет-кафе осуществлялось через линии в Китае. В 2007 году Министерство общественной безопасности страны распорядилось об их закрытии. Иностранные посетители могут подключать свои компьютеры к Интернету через международные телефонные линии, доступные в нескольких гостиницах Пхеньяна. В 2005 году было открыто несколько интернет-кафе в Пхеньяне, где интернет-соединение осуществляется не через китайские линии, а через северокорейскую спутниковую связь. Всё содержимое Интернета подвергается серьёзной фильтрации, которую осуществляют правительственные агентства КНДР. В 2003 году совместное предприятие KCC Europe между предпринимателем Яном Хольтерманом из Берлина и правительством КНДР обеспечило коммерческие интернет-услуги в стране. Интернет-соединение было установлено через спутниковую связь из КНДР на сервер, находящийся в Германии. Эта связь была прервана потребностью в интернет-провайдере в Китае.
KCC Europe управляет .kp — код страны национального домена верхнего уровня КНДР из Берлина, где размещены многие официальные сайты КНДР, включая Naenara.

## Доступ к иностранным СМИ
«Тихое открытие: северокорейцы в изменяющейся информационной среде» (анг. «A Quiet Opening: North Koreans in a Changing Media Environment») — исследование, проводимое Intermedia по заказу государственного департамента США, выпущенное в свет 10 мая 2012 года, в котором говорится, что, несмотря на крайне жёсткое регулирование и серьёзные наказания, жители КНДР и часть элиты имеет широкий доступ к новостным и прочим источникам информации, находящиеся за пределами государственных СМИ. Хотя доступ в Интернет строго контролируется государством, радио и материалы на DVD хорошо доступны, а в приграничной зоне и телевидение
.